# Heckelhaus

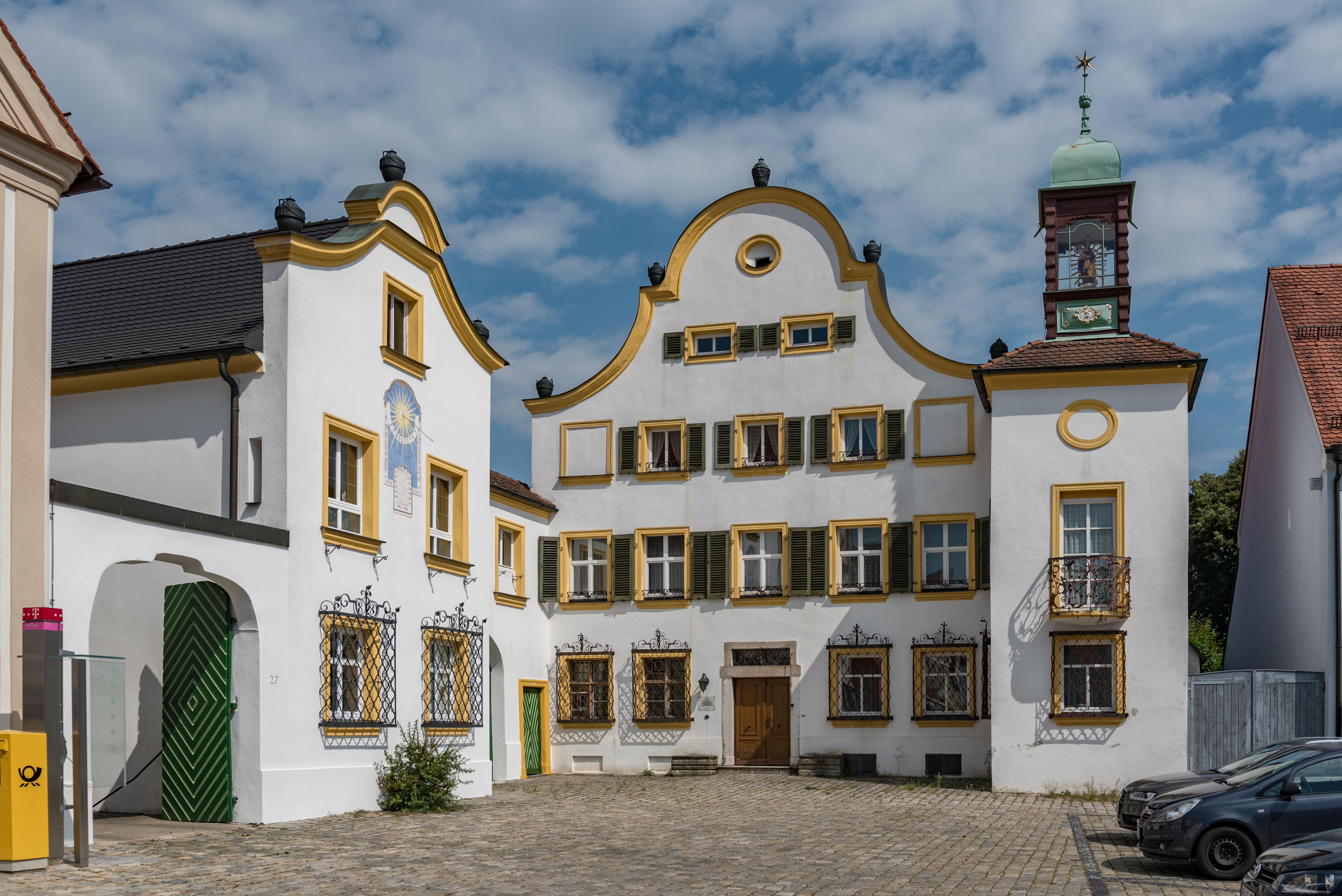
Heckelhaus in Allersberg

Das sogenannte Heckelhaus in Allersberg, einer Marktgemeinde im mittelfränkischen Landkreis Roth in Bayern, wurde im Kern im 17. Jahrhundert für den Bürgermeister Johann Georg Heckel errichtet, der 1689 eine Drahtfabrik in Allersberg gründete. Das barocke Wohnhaus am Marktplatz 25/26/27 ist ein geschütztes Baudenkmal.
Der dreigeschossige, giebelständige Putzbau mit Satteldach, Schweifgiebel hat einen seitlichen Turmpavillon mit Madonnenfigur (Die Madonna mit dem Kinde im Strahlenkreuz) in der Laterne. Die Fassadenneugestaltung und der Turmpavillon aus dem Jahr 1722 stammen vermutlich von Gabriel de Gabrieli.
Das Nebengebäude, wohl aus dem Jahr 1722, ist ein schmaler, zweigeschossiger und giebelständiger Satteldachbau mit geschweiftem Giebel, einer Sonnenuhr an der Fassade und einem hofseitigen hölzernen Laubengang.
Die Hofeinfahrt zwischen Haupthaus und Nebengebäude ist ein zweigeschossiger Massivbau mit rundbogiger Durchfahrt, der um 1722 entstand.